# Bikaner
Bikaner (en hindi: बीकानेर) es una ciudad localizada al noroeste de la India. Es cabecera del distrito de Bikaner, en el estado federal de Rayastán. La ciudad cuenta con una población de 529 007 habitantes. Bikaner fue la capital del antiguo principado de Bikaner.
Bikaner se localiza la región centro-norte del estado de Rajastán, a una distancia de 320 km de la capital del estado, Jaipur.
Bikaner se encuentra en medio del desierto de Thar, lo que hace que la ciudad esté sujeta a escasa precipitación, con un promedio anual de 20,94 mm y temperaturas extremas que varían de 35,3 °C en verano (con una máxima histórica de 47 °C) a 14,7 °C en invierno (con una mínima histórica 0,8 °C).

## Historia
Bikaner fue fundada en 1486 por Rao Bika (quien fue sexto hijo del Rao Jodha, rey de Marwar). Hacia 1465, Rao Bika había decidido conquistar las tierras de otros clanes Rajput, y hacia 1485 estableció un fuerte en Bikaner, el cual aún existe y lleva su nombre y desde el cual pudo crear la ciudad de Bikaner (el ‘asentamiento de Bika’).
En los años siguientes el estado creado se sometió a mandato de los emperadores mogoles. Inclusive el emperador Akbar contrajo matrimonio con una hija del rey Rao Kalyan Singh, quien gobernó hasta 1571, siendo sucedido por su hijo Rai Singh. Éste fue uno de los más distinguidos generales del emperador Akbar, y fue nombrado primer rajá de Bikaner, llegando a casar a su hija con el hijo del emperador, Salim, que habría de ser el futuro emperador Jahangir.
Durante el siglo XVIII, el poderío mogol se debilitó, y el estado de Bikaner se enfrentó intermitentemente con Marwar. Hacia 1815 se suscitó una rebelión de thakures contra la tiranía del maharajá Surat Singh, quien apela a la protección británica.
El 9 de mayo de 1818 se concluyó un Tratado de Amistad Perpetua entre el rey y la Compañía Británica de las Indias Orientales, y el orden fue restaurado en el país por tropas británicas.
Sin embargo, en los años siguientes los thakures continuaron con levantamientos; la rebelión de 1883 llevó a que se estableciera permanentemente una agencia británica de Rajputana. Hacia 1949, el territorio de Bikaner, el cual entonces abarcaba una superficie aproximada de 60 000 km², siendo el sexto más grande estado indio anterior a la independencia, se incorporó al estado de Rajastán y fue dividido en tres distritos.

## Patrimonio

### Fuerte Junagarh

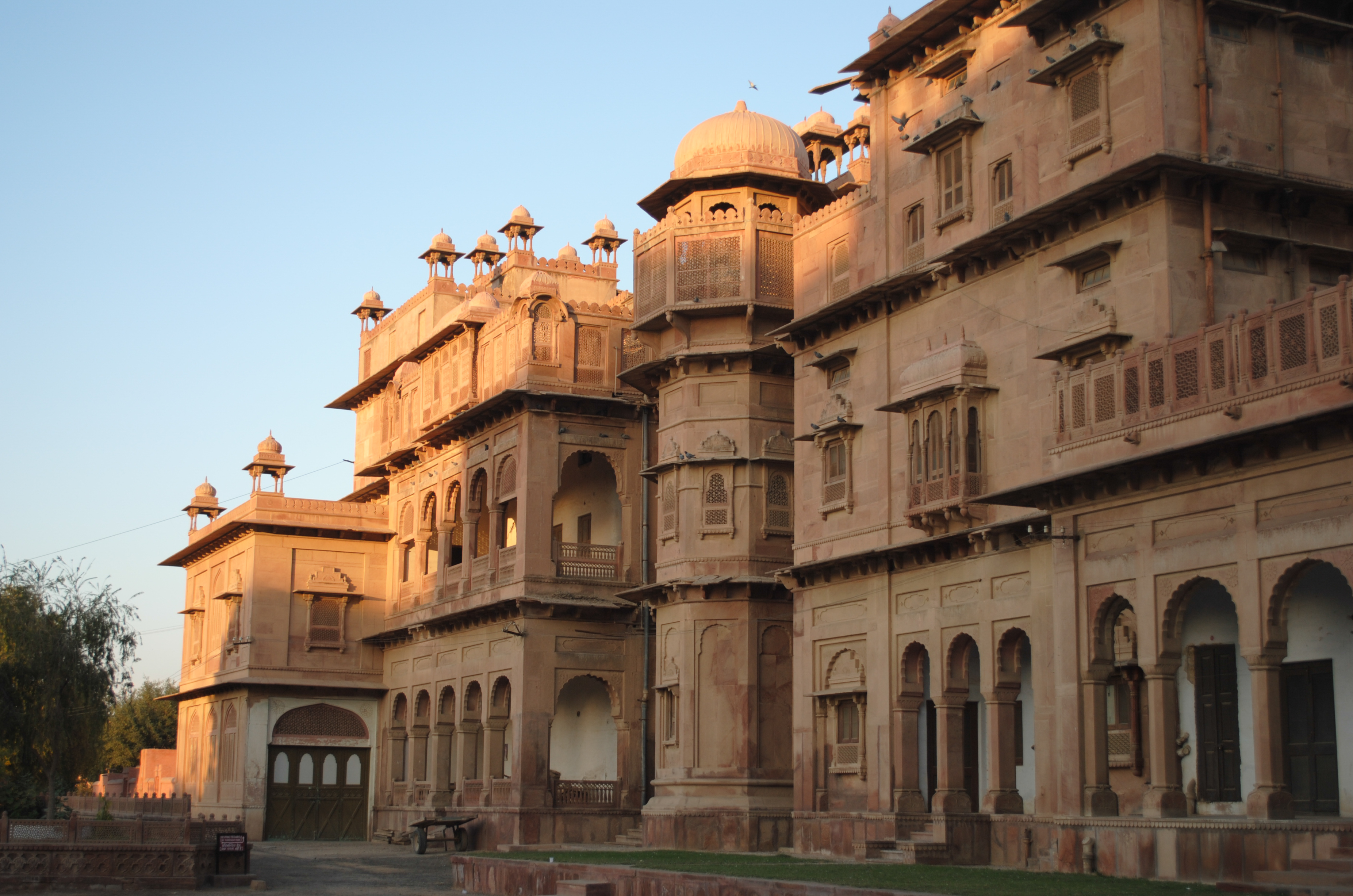
Fuerte Junagarh.

El fuerte Junagarh fue construido alrededor de 1594 por el rajá Rai Singh. El fuerte originalmente se llamaba Chintamani. Es uno de los pocos fuertes importantes de Rajastán que no se construyó en un terreno elevado. La Bikaner actual se ha desarrollado alrededor del fuerte. Entre sus murallas, el fuerte contiene templos, palacios, enormes pabellones y jardines. En 1961, el entonces maharajá Karni Singh creó un museo.
Los templos y palacios del fuerte brindan una idea del estilo de vida de los pasados maharajás de Rajastán.

### Fuerte de Rao Bikaji
El primer fuerte de Bikaner, Bikaji Ki Tekri, construido por Rao Bikaji en 1478, está ahora en ruinas. Cien años más tarde se construyó un nuevo fuerte, aproximadamente a 1.5 km del centro de la ciudad, que es el actual fuerte Junagarh.

### Palacio Laxmi Niwas

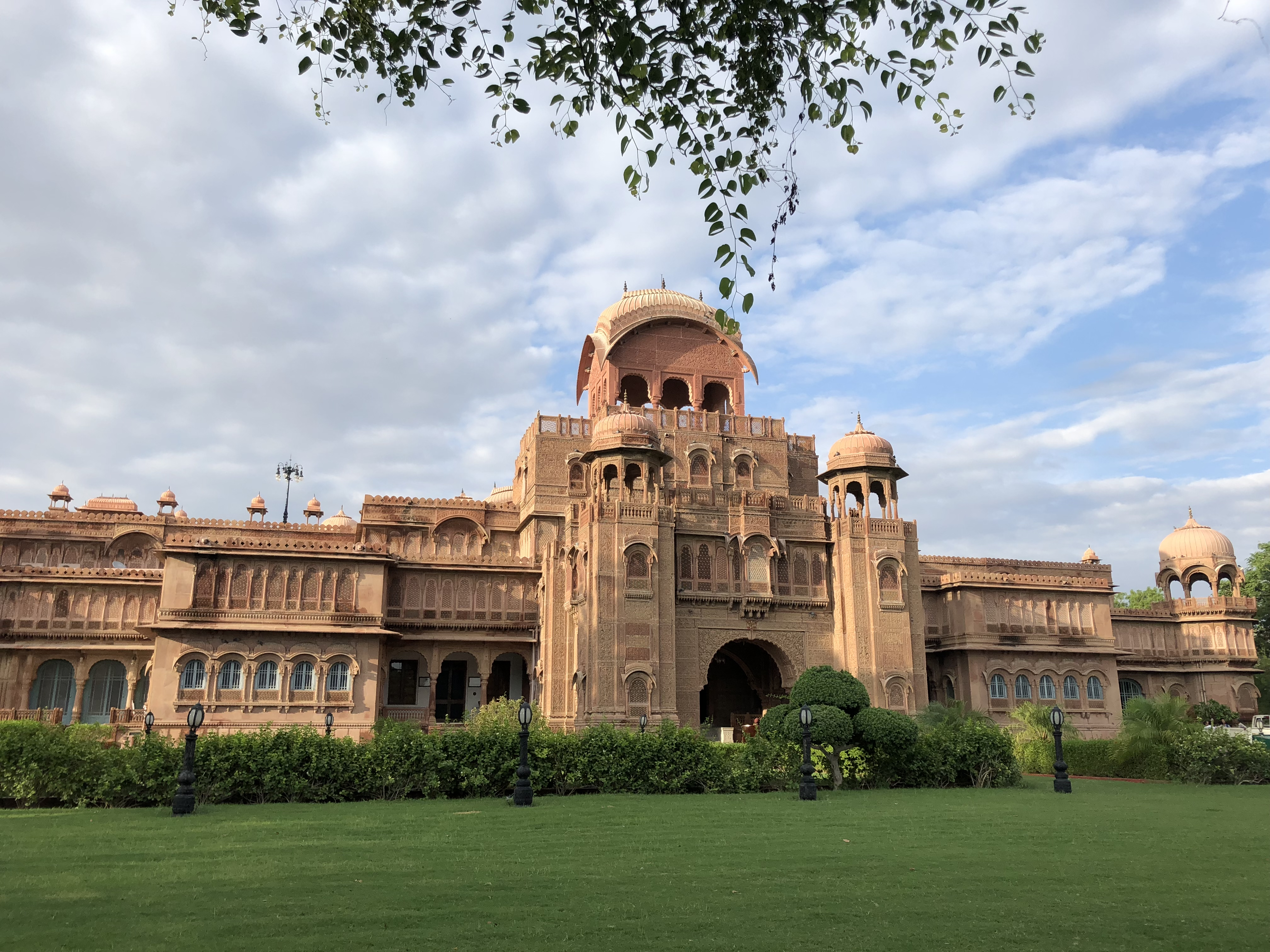
Palacio Laxmi Niwas.

El palacio Laxmi Niwas es un antiguo palacio residencial construido por el maharajá Ganga Singh, gobernante del entonces estado de Bikaner. Fue diseñado por el arquitecto británico Samuel Swinton Jacob en 1902. El estilo de la arquitectura es indo-sarraceno. Ahora es un hotel patrimonial de lujo, propiedad de la familia real de Bikaner.

### Templo jainista de Bhandasar

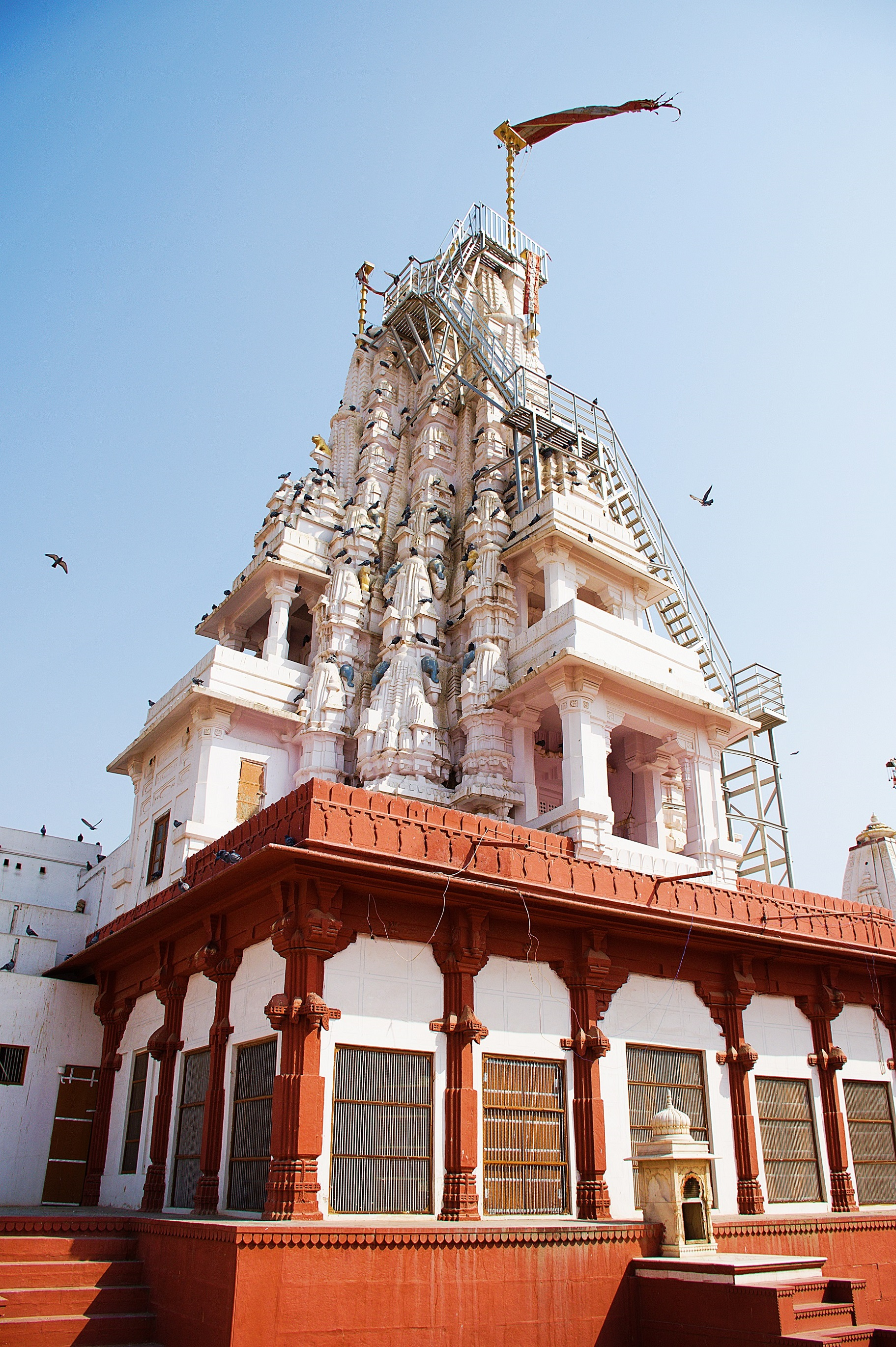
Templo jainista de Bhandasar.

El templo jainista de Bhandasar es conocido por sus hermosas pinturas de hojas, frescos y espejos ornamentados. Este templo fue construido por Bhandasa Oswal en el siglo XV. Está construido con piedra arenisca roja, con hermosas pinturas en las paredes y pilares del santuario y mandapa. El templo está dedicado al quinto Tirthankara sumatinatha. El templo consta de garbhagriha, antarala, mahamandapa y ardhamandapa.

### Templo de Laxminath
Construido por el maharajá Rao Lunkaran, el templo Shri Laxminath es uno de los templos más antiguos de Bikaner y está a 4 kilómetros del fuerte Junagarh. El Señor Vishnu y la Diosa Laksmí adornan el santuario sagrado del templo. La obra de arte más exquisita dentro del templo, aparte de los santuarios, es la entrada adornada con trabajos en plata. Los festivales como Janmashtmi, Nirjala Ekadashi, Rama Navami, Diwali y Gita Jayanti se celebran principalmente en el templo.

### Templo de Karni Mata

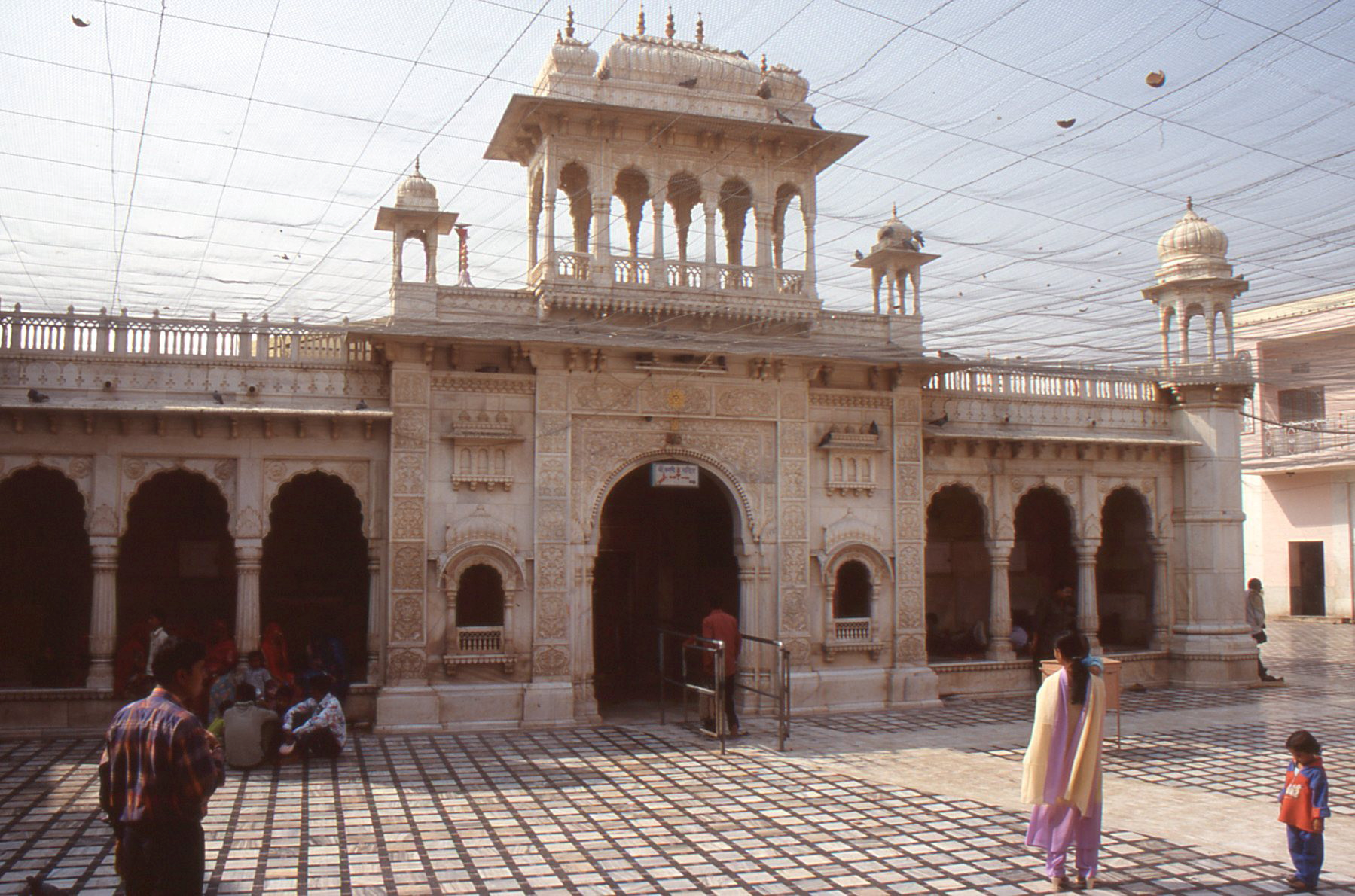
Templo Karni Mata en Deshnoke (distrito de Bikaner).

El templo Karni Mata (करणी माता), o templo de las Ratas de Rajastán, está situado en la ciudad de Deshnoke, a unos 30 km al sur de Bikaner, en la carretera a Jodhpur. Está dedicado a la diosa Karni Mata, una famosa mística de su época, que se cree que es una encarnación de la diosa Durga. Los lugareños señalan que las criaturas que corren por el templo no son ratas, sino kaaba: reencarnaciones de humanos que habían sido devotos de Karni Mata y la brevedad de la vida humana no satisfacía suficientemente su devoción.

### Templo Mukam Bishnoi
El templo Mukam, también conocido como Mukti Dham Mukam, se encuentra cerca de Nokha. El Mukam es un lugar sagrado de 29 reglas de seguidores de Bishnois. La secta Bishnoi fue fundada por Guru Jambeshwar. Los bishnois son bastante protectores de la naturaleza. El templo Mukam es el lugar donde yace el alma del gurú Jambeshwar.

## Galería

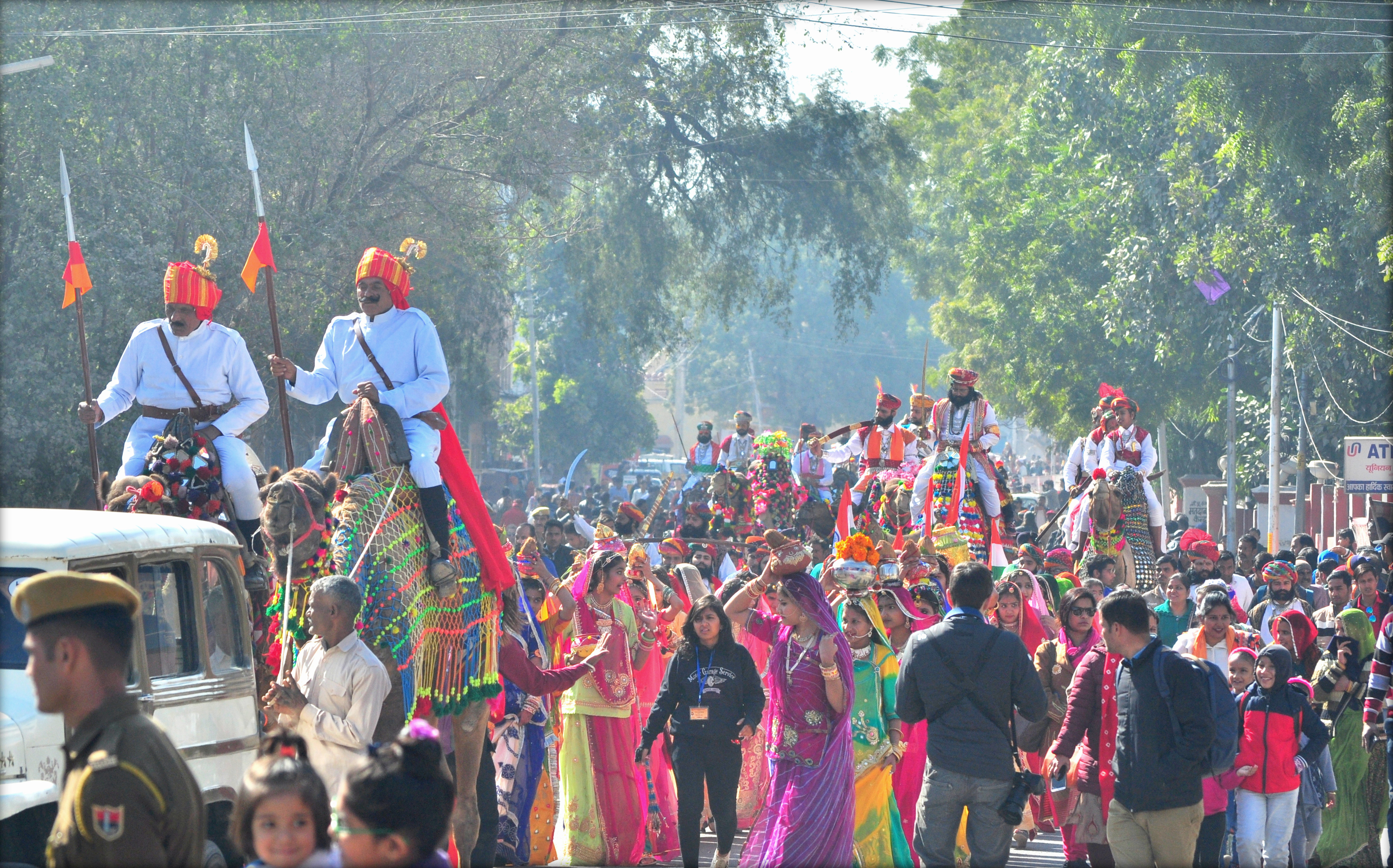
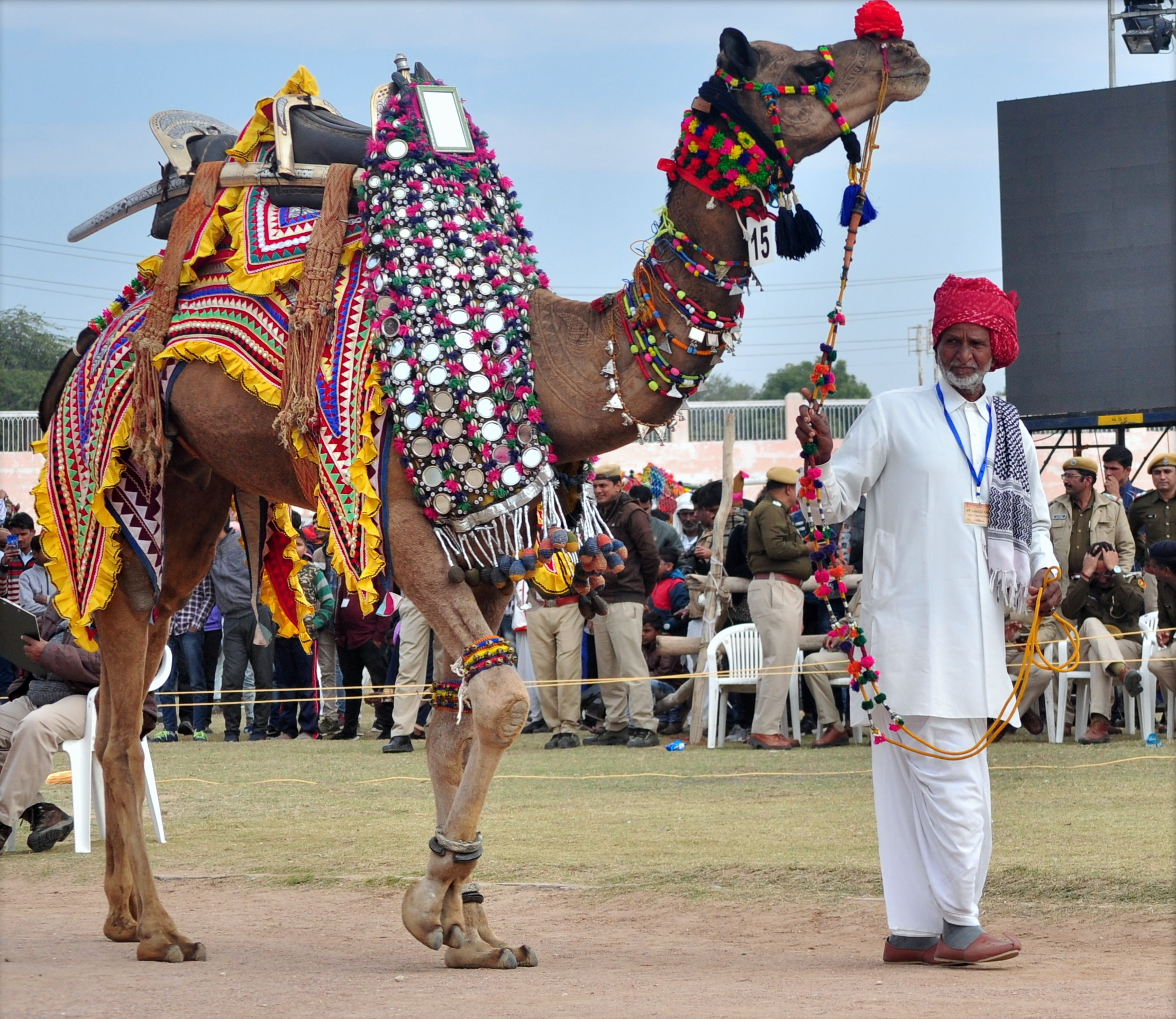
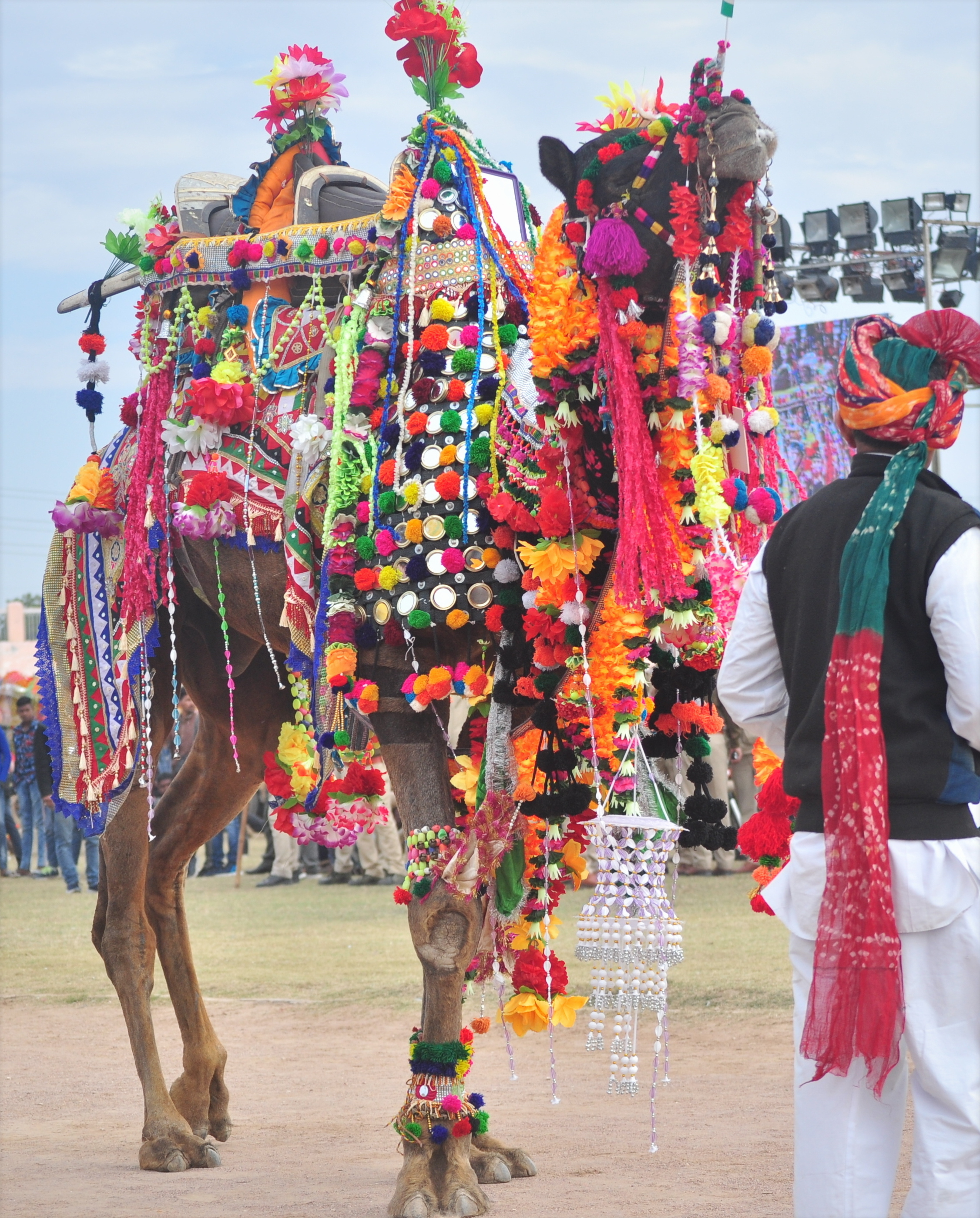
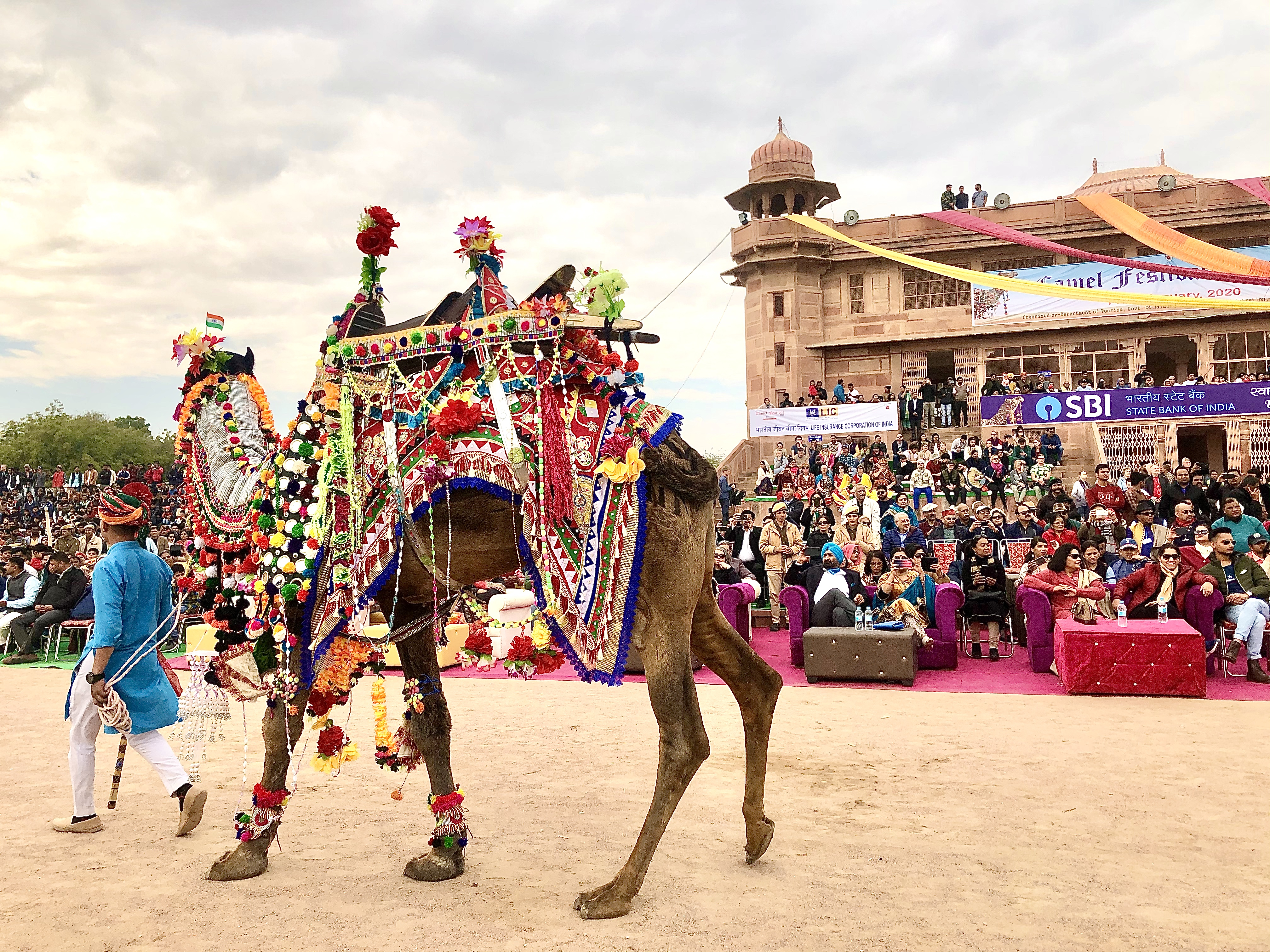
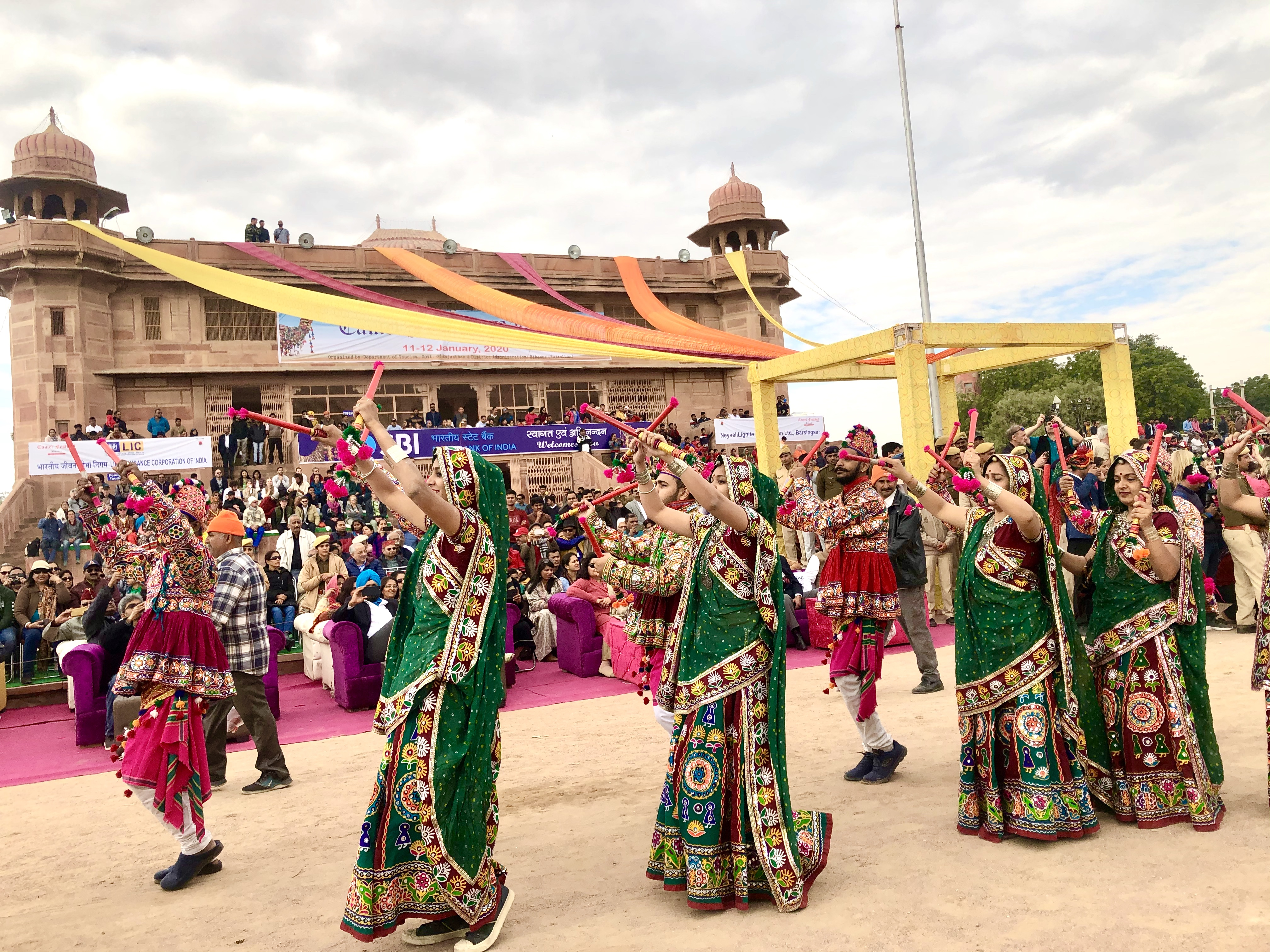
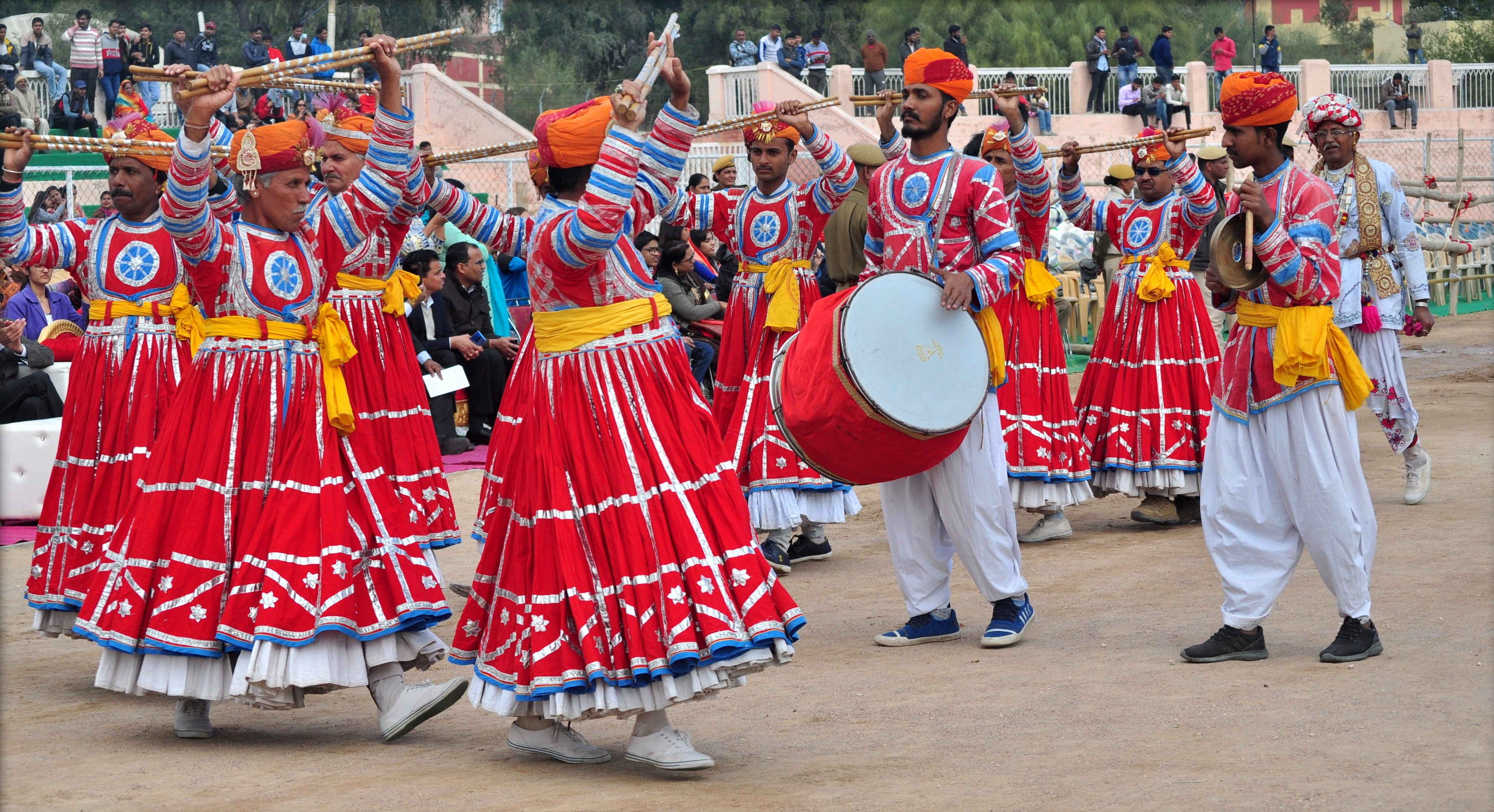